# Алкалоз
Алкало́з (лат. alcali — луг, від араб. Al-quali) — порушення кислотно-лужної рівноваги організму, що характеризується абсолютним або відносним надлишком основ; збільшення pH крові (та інших тканинах організму) за рахунок накопичення лужних речовин. Є клінічним симптомом.

## Класифікація
Алкалоз може бути компенсованим і некомпенсованим.
- Компенсований алкалоз — порушення кислотно-лужної рівноваги, при якому рН крові утримується в межах нормальних величин (7,35-7,45) і відзначаються лише зрушення в буферних системах і фізіологічних регуляторних механізмах.
- При некомпенсованому алкалозі рН перевищує 7,45, що зазвичай пов'язане зі значним надлишком основ і недостатністю фізико-хімічних і фізіологічних механізмів регуляції кислотно-лужної рівноваги.

## Етіологія
За походженням виділяють газовий, негазовий і змішаний алкалози.

### Газовий алкалоз
Виникає внаслідок гіпервентиляції легень, що призводить до надлишкового виведення {\displaystyle {\ce {CO2}}} з організму і падіння парціального тиску двоокису вуглецю в артеріальній крові нижче 35 мм рт. ст., тобто до гіпокапнії. Гіпервентиляція легень може спостерігатися при органічних ураженнях головного мозку (енцефаліти, пухлини та ін), дії на дихальний центр різноманітних токсичних і фармакологічних агентів (наприклад, деяких мікробних токсинів, кофеїну, коразолу), при підвищеній температурі тіла, сильній крововтраті тощо.

### Негазовий алкалоз
Основними формами негазового алкалозу є: видільний, екзогенний і метаболічний.
Видільний алкалоз може виникнути, наприклад внаслідок великих втрат кислого шлункового соку при шлункових свищах, неприборканій блювоті. Видільний алкалоз також може розвинутися при тривалому прийомі діуретиків, деяких захворюваннях нирок, а також при ендокринних розладах, що приводять до надмірної затримки натрію в організмі. У деяких випадках видільний алкалоз пов'язаний з посиленим потовиділенням.
Екзогенний алкалоз найбільш часто спостерігається при надмірному введенні бікарбонату натрію з метою корекції метаболічного ацидозу або нейтралізації підвищеної кислотності шлункового соку. Помірний компенсований алкалоз може бути зумовлений тривалим вживанням їжі, що містить багато основ.
Метаболічний алкалоз зустрічається при деяких патологічних станах, що супроводжуються порушеннями обміну електролітів. Так, він відзначається при гемолізі, в післяопераційному періоді після деяких великих оперативних втручань, у дітей, хворих на рахіт, спадковими порушеннями регуляції електролітного обміну.

### Змішаний алкалоз
Змішаний алкалоз (поєднання газового і негазового алкалозу) може спостерігатися, наприклад, при травмах головного мозку, що супроводжуються задишкою, гіпокапнією та блювотою.

## Патогенез
При алкалозі (особливо пов'язаному з гіпокапнією) відбуваються загальні та регіонарні порушення гемодинаміки: зменшується мозковий і коронарний кровотік, знижується артеріальний тиск та хвилинний об'єм серця. Зростає нервово-м'язова збудливість, виникає м'язовий гіпертонус аж до розвитку судом і тетанусу. Нерідко спостерігається пригнічення моторики кишечника і розвиток закрепів; знижується активність дихального центру. Для газового алкалозу характерне зниження розумової працездатності, можуть виникати запаморочення.

## Лікування
Терапія газового алкалозу полягає в усуненні причини, що спричинила гіпервентиляцію, а також у безпосередній нормалізації газового складу крові шляхом вдихання сумішей, що містять вуглекислий газ (наприклад — карбогену). Терапія негазового алкалозу проводиться в залежності від його виду. Застосовують розчини хлоридів амонію, калію, кальцію, інсулін, засоби, що пригнічують карбоангідрази та сприяють виділенню нирками іонів натрію і бікарбонату.